# Balon
(Edmondo De Amicis, tratto da Speranze e glorie. Le tre capitali, 1911)

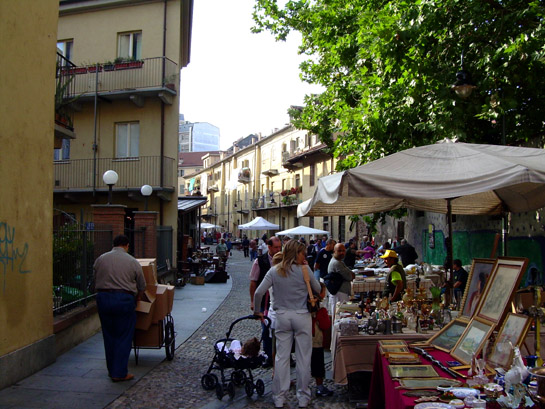
Uno scorcio del Balon, con il tipico "via vai"

Il Balon (piemontese; pronuncia [baˈlʊŋ]) è lo storico mercato delle pulci di Torino, compreso nel quartiere Aurora, precisamente nel Borgo Dora, e annesso al vicino mercato di Porta Palazzo. Con il nome del celebre mercato dell'usato, sovente si intende anche l'abitato stesso di Borgo Dora, che sorge tra le rive della Dora Riparia e l'attigua parte nord di Porta Palazzo, luogo di uno dei più grandi mercati all'aperto d'Europa.

## Etimologia toponomastica
L'etimologia del toponimo "Borgo del pallone" è molto antica ed è riconducibile a molteplici interpretazioni tra cui anche al termine piemontese balon che significa, appunto, "pallone".
Tuttavia, sin dall'epoca medievale quest'area era nota come burgum ad pillonos, da cui potrebbe essere derivato, storpiandolo, il nome "Borgo del Pallone". Nel Seicento, infatti, risulterebbe esserci stato un luogo denominato "Osteria del Pallone" che potrebbe essere stato un ritrovo di persone attratte nel borgo per motivazioni ludiche. Secondo quanto riportato da una carta topografica francese risalente al periodo dell'Assedio di Torino del 1706, il "Borgo del Pallone" risultava già allora tradotto in Faubourg de Balon. Questa testimonianza, tra l'altro, smentirebbe la più diffusa e fantasiosa interpretazione sull'origine del nome, che la vorrebbe ricondurre al primo decollo di una mongolfiera, evento accaduto soltanto parecchi decenni più tardi nella vicina Francia.
L'ipotesi di matrice prettamente popolare legata alle attività ludiche, la si potrebbe ritrovare anche in riscontri riconducibili all'inizio del Novecento, facendo derivare il toponimo dall'abitudine degli operai delle vicine concerie che si ritrovavano a scommettere presso uno sferisterio e bocciofila, di cui rimane la sola facciata nella vicina via Cigna, recante scritto "Giuoco Bocce". L'origine del nome potrebbe coincidere col detto piemontese Andoma a gieughe al balon (ovvero: "andiamo a scommettere sulla partita di pallone elastico").

## Storia

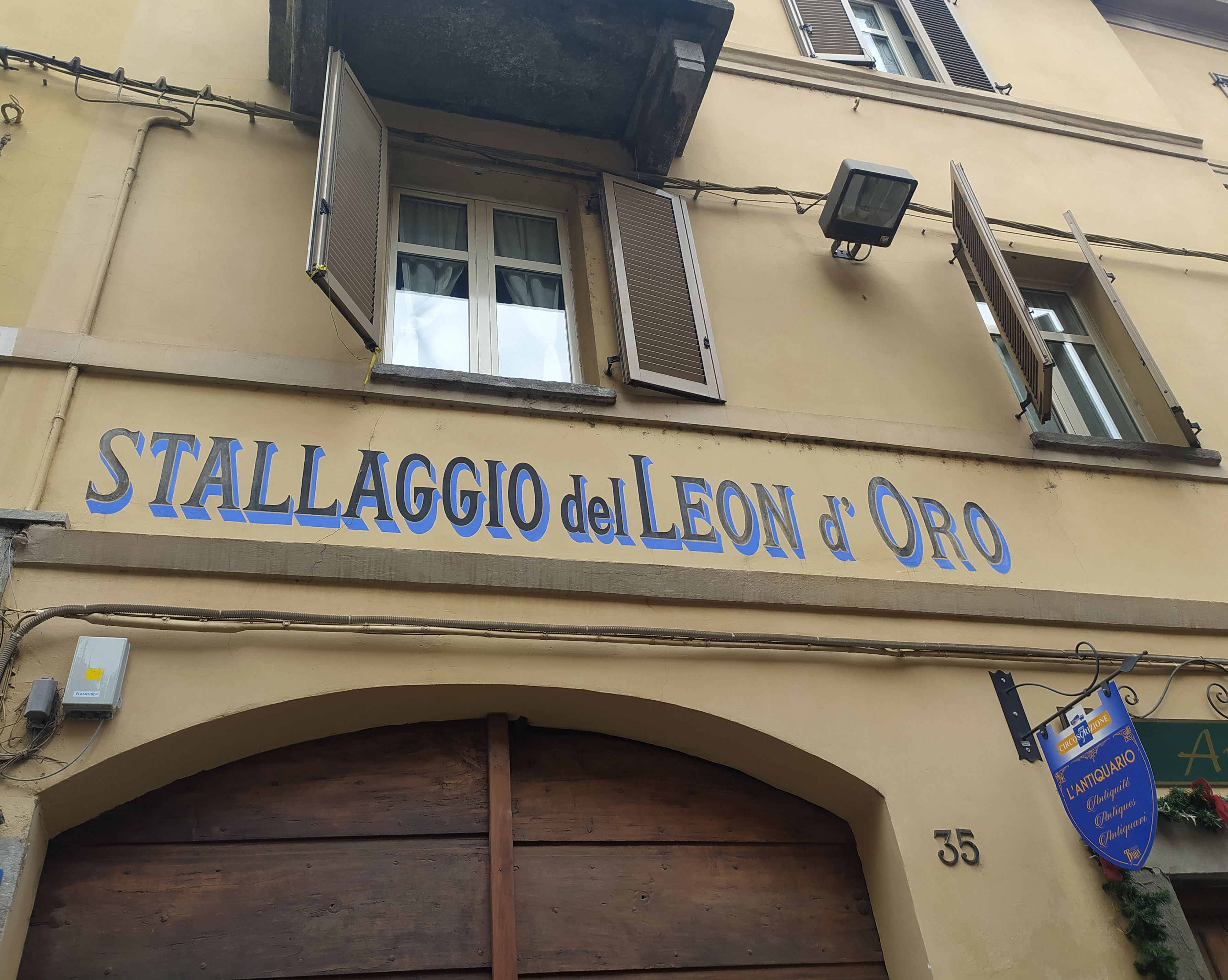
Insegna storica al Balôn

Sin dall'epoca medievale l'area a nord delle mura era nota come burgum ad pillonos e costituiva il polo produttivo all'esterno della cinta muraria di Torino. Era una zona ricca d'acqua, caratterizzata da un declivio verso il vicino fiume che permetteva la sua canalizzazione per alimentare numerosi mulini, concerie, officine e attività produttive del tempo. Il principale di questi era il Canale dei Molassi (Canal dij Molass), di cui un attuale vicolo richiama nel nome la sua passata presenza.
Il borgo, in seguito denominato Borgo Dora, subì una trasformazione già verso la fine del Settecento quando, a seguito della risistemazione della vicinissima piazza della Repubblica a opera di Filippo Juvarra, vide il trasferimento del "Mercato dei ferrivecchi" dai pressi della Porta Palatina. L'attuale sistemazione è dovuta a una delibera del Consiglio dei Decurioni del 1856, che comprese anche il progressivo prosciugamento dei canali. Lungo le vie del borgo vi erano gli stallaggi per i cavalli e locande e sono ancora visibili tracce di questi locali, trasformati in osterie o negozi di antiquariato. Funzionale allo sviluppo commerciale della zona fu il sorgere della vicina stazione ferroviaria di Porta Milano nel 1868.
Nelle ultime ristrutturazioni cittadine degli anni ottanta e duemila il vecchio Canale è stato portato a nuovi splendori: da atti comunali la via viene dedicata agli operatori dell'ingegno manuale e creativo e tutti i sabati, insieme al mercato del Balon, si possono trovare i banchetti di prodotti creativi realizzati sul posto.
 Dato che la via non è ancora inserita nel piano stradale della città, non ha ancora ufficialmente un nome distinto, ma viene indicata come "interno di Via Andreis".

## IlBalon

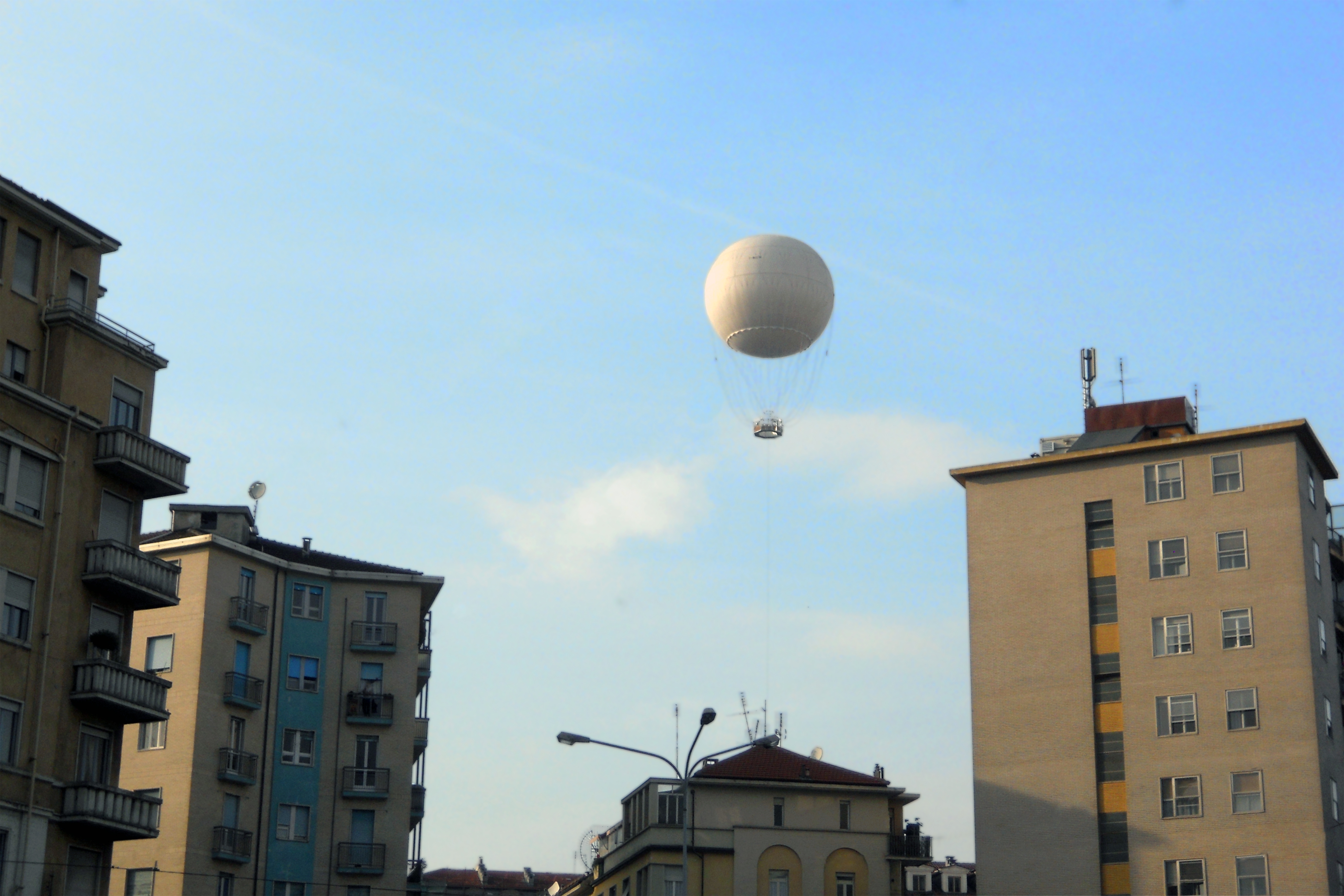
Il pallone aerostatico sopra il Balon, in funzione tra il 2012 e il 2019

L'ormai celebre mercato dell'usato si svolge ogni sabato lungo le principali vie del borgo, tra cui via Goffredo Mameli, via Borgo Dora e via Bernardino Lanino. Il Balon, affollando tutto il Borgo Dora e fondendosi al vicino mercato alimentare di Porta Palazzo, dà vita ogni sabato alla più estesa area mercatale all'aperto di tutta Europa.
Dagli anni ottanta è stato istituito anche il Gran Balon, che si tiene la seconda domenica di ogni mese e a cui partecipano 250 espositori e i numerosi negozi di antiquariato della zona. L'avvenimento si ripete puntualmente tutti i mesi dell'anno.
Dal 2012 l'Associazione organizza il Touret, passeggiate guidate gratuite da Via Garibaldi al Balon, ogni seconda domenica del mese dalle 10 alle 17.
Da ricordare la Festa dël Balon che si teneva il 5 agosto ed è legata alla festività della Madonna della Neve: negli ultimi anni si è cercato di ridare vita a questa tradizione.
Malgrado l'incerta origine del toponimo del borgo, dall'estate del 2012 in fronte dell'antico arsenale, tra la Dora Riparia ed il Balon, era posizionata una mongolfiera ancorata con un cavo di acciaio, che effettuava voli turistici fino a 150 metri di altezza, dando la possibilità di godere di un vasto panorama sulla città e divenendo in quegli anni il nuovo simbolo di questo caratteristico quartiere: per varie  vicende giudiziarie ed economiche, la mongolfiera è stata definitivamente smontata e chiusa nel novembre 2019. 

## Ortografia del nome
Secondo le norme del piemontese moderno, la grafia corretta è Balon, pronunciato come indicato nell'intestazione. Un tempo, prima della normalizzazione ortografica della Companìa dij Brandé (oggi comunemente accettata da pressoché tutti gli autori), si usava la grafia Balôn. Tale vecchia grafìa conteneva la "ô", che indicava il suono della "u" italiana, reso ora con la semplice "o" senza accenti.

## Nella cultura di massa
- Nel film La donna della domenica (1975) di Luigi Comencini diverse scene d'importanza cruciale nello sviluppo della trama furono girate nell'affollato mercato torinese delle pulci.
- Balon Combo, brano dei Mau Mau incluso nell'album Bàss Paradis (1994).